# Heteronympha merope
Heteronympha merope là một loài bướm ngày thuộc họ Nymphalidae, đặc hữu của nửa miền nam của Úc.
Sải cánh dài khoảng 60 mm đối với con đực và 70 mm đối với con cái.
Ấu trùng ăn các loài Poaceae, bao gồm Brachypodium distachyon, Cynodon dactylon, Ehrharta erecta, Poa poiformis, Microlaena stipoides, Poa tenera và Themeda triandra.

## Hình ảnh

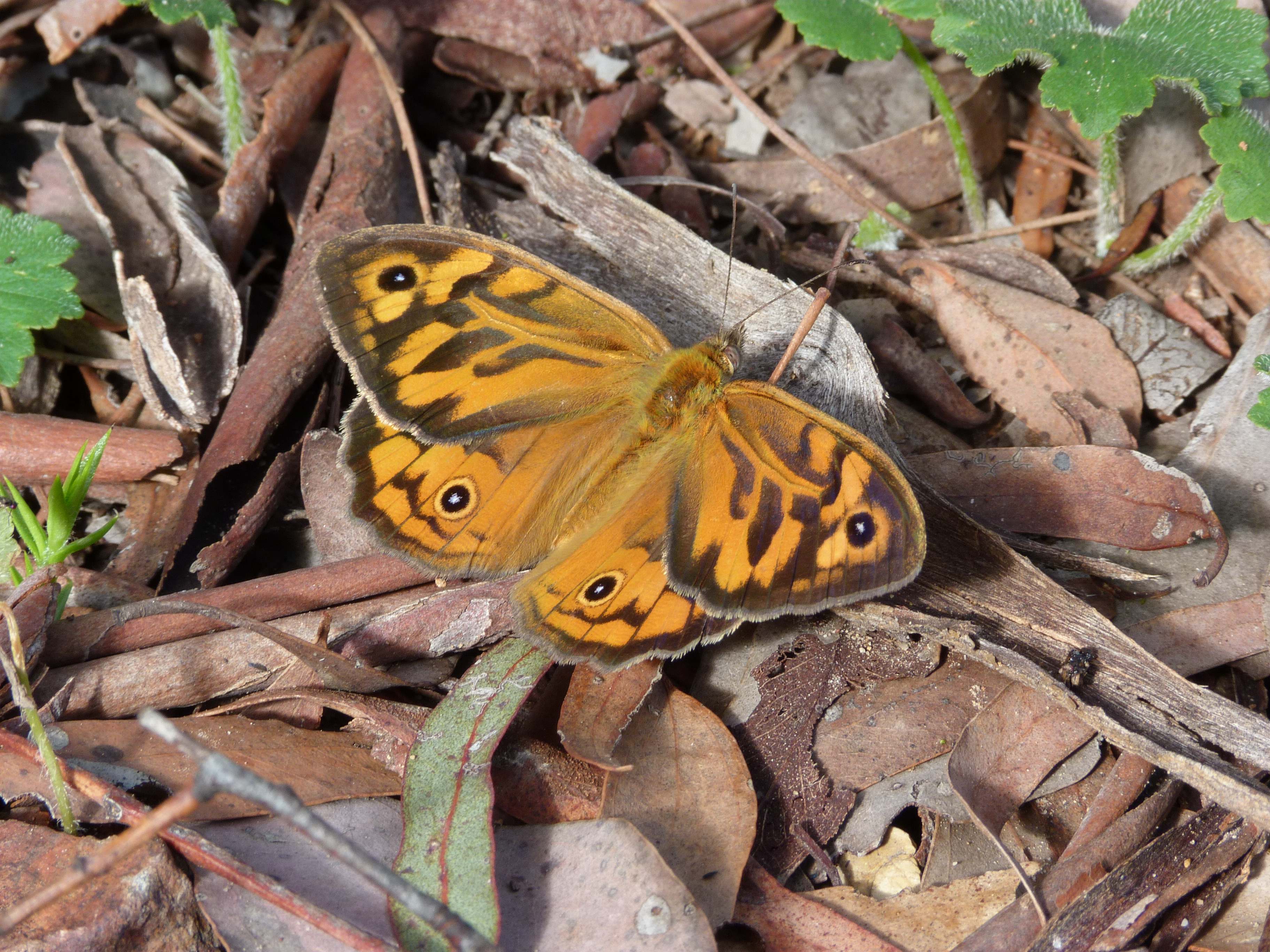
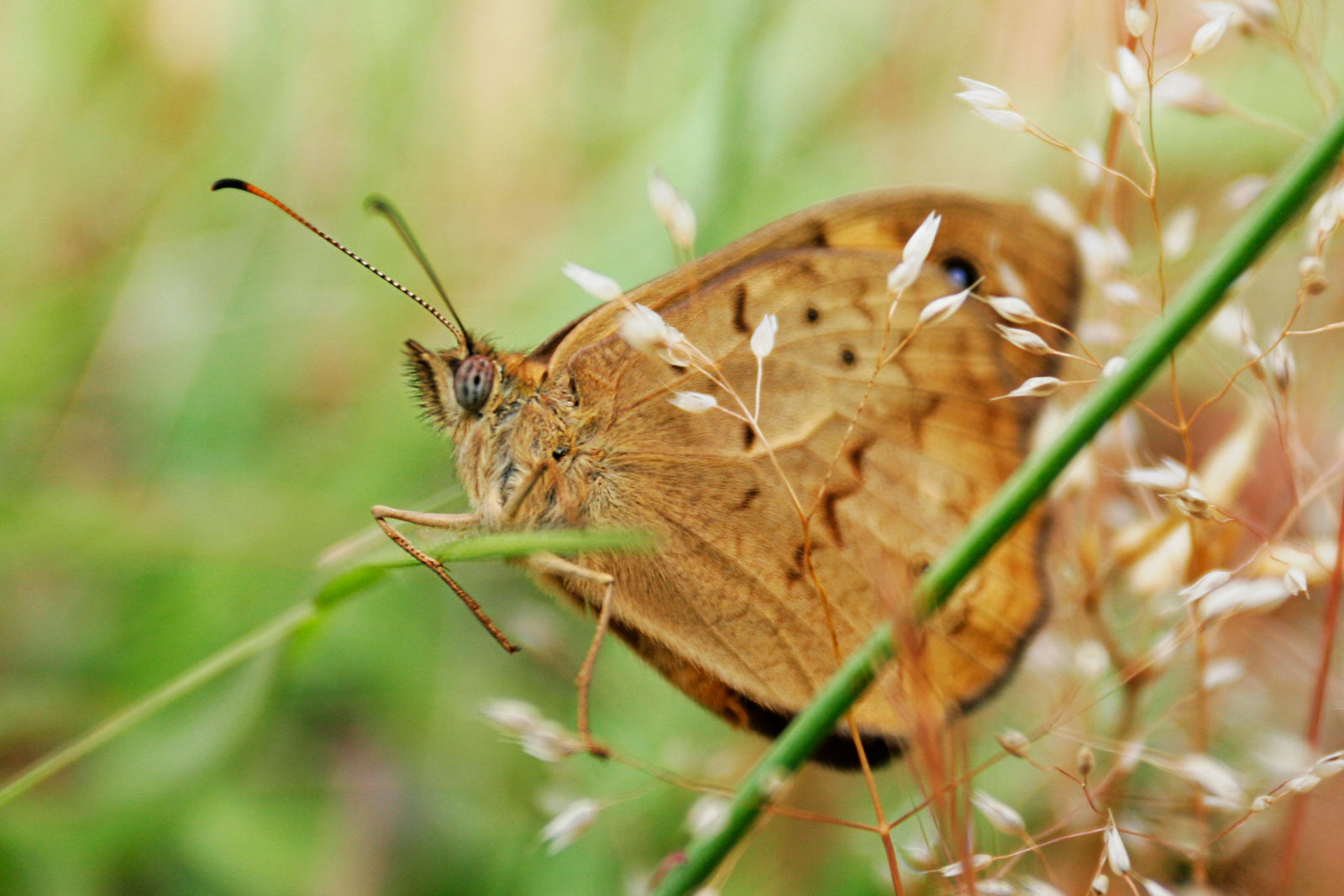

## Tham khảo

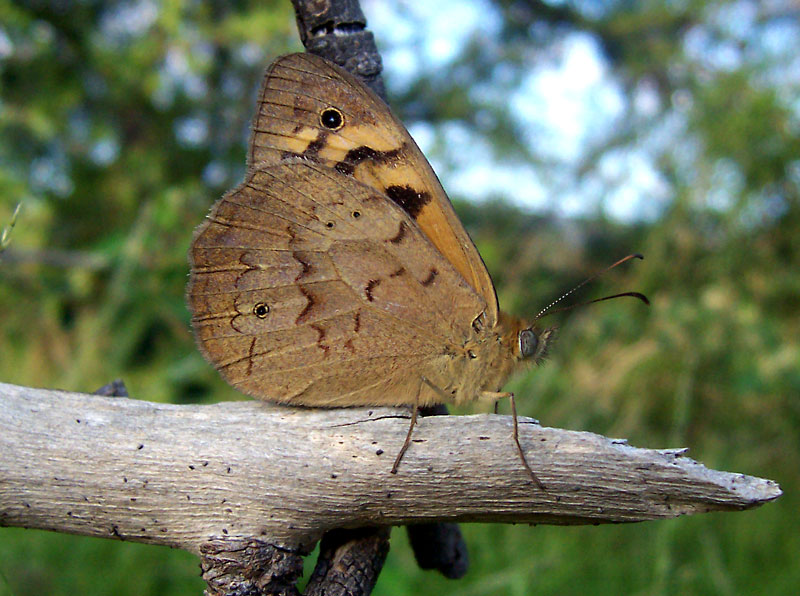